# Marzena Marczewska
Marzena Anna Marczewska (ur. 28 maja 1963 w Kielcach) – polska językoznawczyni, nauczycielka akademicka, doktor habilitowana nauk humanistycznych, działaczka samorządowa.

## Życiorys
W 1987 ukończyła studia z zakresu filologii polskiej w Wyższej Szkole Pedagogicznej w Kielcach. Rozprawę doktorską pt. Drzewa w ludowym językowym obrazie świata. Materiał regionu kieleckiego na tle porównawczym, której promotorem był profesor Jerzy Bartmiński, obroniła w 1996 na Wydziale Humanistycznym Uniwersytetu Marii-Curie Skłodowskiej w Lublinie. Stopień naukowy doktora habilitowanego uzyskała tamże w 2013 w oparciu o pracę zatytułowaną Ja cię zamawiam, ja cię wypędzam... Choroba. Studium językowo-kulturowe. Specjalizuje się w etnolingwistyce i komunikacji językowej.
Zawodowo związana z Uniwersytetem Jana Kochanowskiego w Kielcach (i jego poprzedniczkami – Akademią Świętokrzyską oraz Wyższą Szkołą Pedagogiczną), na którym objęła stanowisko profesora nadzwyczajnego. W latach 1999–2005 pełniła funkcję prodziekana Wydziału Humanistycznego AŚ, natomiast od 2005 do 2008 była dyrektorem Instytutu Filologii Polskiej. W 2012 została ponownie wybrana prodziekanem Wydziału Humanistycznego do spraw ogólnych i współpracy z zagranicą, w 2016 uzyskała reelekcję. W 2019 objęła stanowisko dyrektora Instytutu Literaturoznawstwa i Językoznawstwa na Uniwersytecie Jana Kochanowskiego.
Podjęła również współpracę z Sekcją Etnolingwistyczną Komitetu Językoznawstwa PAN. W 2016 objęła funkcję prezeski Kieleckiego Towarzystwa Naukowego. W 2019 została zastępczynią prezesa tej organizacji, a w 2022 powróciła na funkcję jej prezesa. Powoływana również w skład Rady Muzeum przy Muzeum Narodowym w Kielcach. Była autorką felietonów z cyklu Babskie gadanie w Polskim Radiu Kielce.
W wyborach samorządowych w 2010 bez powodzenia kandydowała z listy Platformy Obywatelskiej do Sejmiku Województwa Świętokrzyskiego. Mandat radnej objęła w listopadzie 2011 w miejsce Lucjana Pietrzczyka. W tym samym roku bez powodzenia startowała w wyborach do Sejmu z okręgu kieleckiego. W sejmiku została przewodniczącą Komisji Edukacji, Kultury i Sportu, zasiadała też w Komisji Samorządu Terytorialnego.
W przedterminowych wyborach na prezydenta Starachowic w 2014, jako kandydatka KWW Nowe Starachowice, zajęła trzecie miejsce, uzyskując 1275 głosów (12,26%). Pod koniec czerwca 2014 wystąpiła z PO, protestując przeciwko rozwiązaniu lokalnych struktur partii; została wówczas radną niezrzeszoną. W tym samym roku bez powodzenia ubiegała się o reelekcję z listy Polskiego Stronnictwa Ludowego; również w 2018 kandydowała na radną województwa (ponownie z rekomendacji PO).

## Wybrane publikacje
Monografie
- Drzewa w języku i w kulturze, Kielce 2002.
- Ja cię zamawiam, ja cię wypędzam... Choroba. studium językowo-kulturowe, Kielce 2012.

Pod redakcją
- Dziedzictwo i teraźniejszość. Polsko-europejski dialog kultur, red. Marzena Marczewska i Zbigniew Trzaskowski, Kielce 2009.
- Idee i wartości. Humaniora Jana Pawła II, red. Marzena Marczewska i Zbigniew Trzaskowski, Kielce 2011.
- W przestrzeni języka. Prace ofiarowane profesor Elżbiecie Koniusz z okazji Jej jubileuszu, red. Marzena Marczewska i Stanisław Cygan, Kielce 2012.
- Debaty świętokrzyskie I, red. Krzysztof Bracha i Marzena Marczewska, Kielce 2014.
- Debaty świętokrzyskie II, red. Krzysztof Bracha, Marzena Marczewska i Stanisław Cygan, Kielce 2016.
- Władysław Siarkowski, Materiały do etnografii i historii Kielc. Pisma wybrane rozproszone, red. Krzysztof Bracha i Marzena Marczewska, Kielce 2017.
- Z przeszłości opactwa łysogórskiego, red. Krzysztof Bracha, Jarosław Różański i Marzena Marczewska, Kielce 2018.
- Język-umysł-poznanie. W poszukiwaniu uniwersaliów, red. Marzena Marczewska i Aleksandra Kasprzyk, Kielce 2018.
- W kręgu języka i kultury, red. Marzena Marczewska i Hanna Mijas, Kielce 2020.